# Linoleato 11-lipossigenasi
La linoleato 11-lipossigenasi è un enzima appartenente alla classe delle ossidoreduttasi, che catalizza la seguente reazione:
linoleato + O2 ⇄ (9Z,12Z)-(11S)-11-idroperossiottadeca-9,12-dienoato
Il prodotto (9Z,12Z)-(11S)-11-idroperossiottadeca-9,12-dienoato, è convertito, più lentamente, in (9Z,11E)-(13R)-13-idroperossiottadeca-9,11-dienoato. L'enzima che proviene dal fungo Gaeumannomyces graminis richiede Mn2+. Agisce anche su α-linolenato, mentre γ-linolenato è un substrato meno specifico. L'oleato e l'arachidonato non sono substrati.